# 九十九王子 (有田市)
本項目では、和歌山県有田市に所在する九十九王子（くじゅうくおうじ）について述べる。

## 九十九王子とは
九十九王子（くじゅうくおうじ）とは、熊野古道、特に紀伊路・中辺路沿いに在する神社のうち、主に12世紀から 13世紀にかけて、皇族・貴人の熊野詣に際して先達をつとめた熊野修験の手で急速に組織された一群の神社をいい、参詣者の守護が祈願された。
しかしながら、1221年（承久3年）の承久の乱以降、京からの熊野詣が下火になり、そのルートであった紀伊路が衰退するとともに、荒廃と退転がすすんだ。室町時代以降、熊野詣がかつてのような卓越した地位を失うにつれ、この傾向はいっそう進み、近世紀州藩の手による顕彰も行なわれたものの、勢いをとどめるまでには至らなかった。さらに、明治以降の神道の国家神道化とそれに伴う合祀、市街化による廃絶などにより、旧社地が失われたり、比定地が不明になったものも多い。
本記事では、これら九十九王子のうち、比定地が有田市にある王子を扱う。

## 有田市の九十九王子
有田市の九十九王子は3社。

### 蕪坂王子

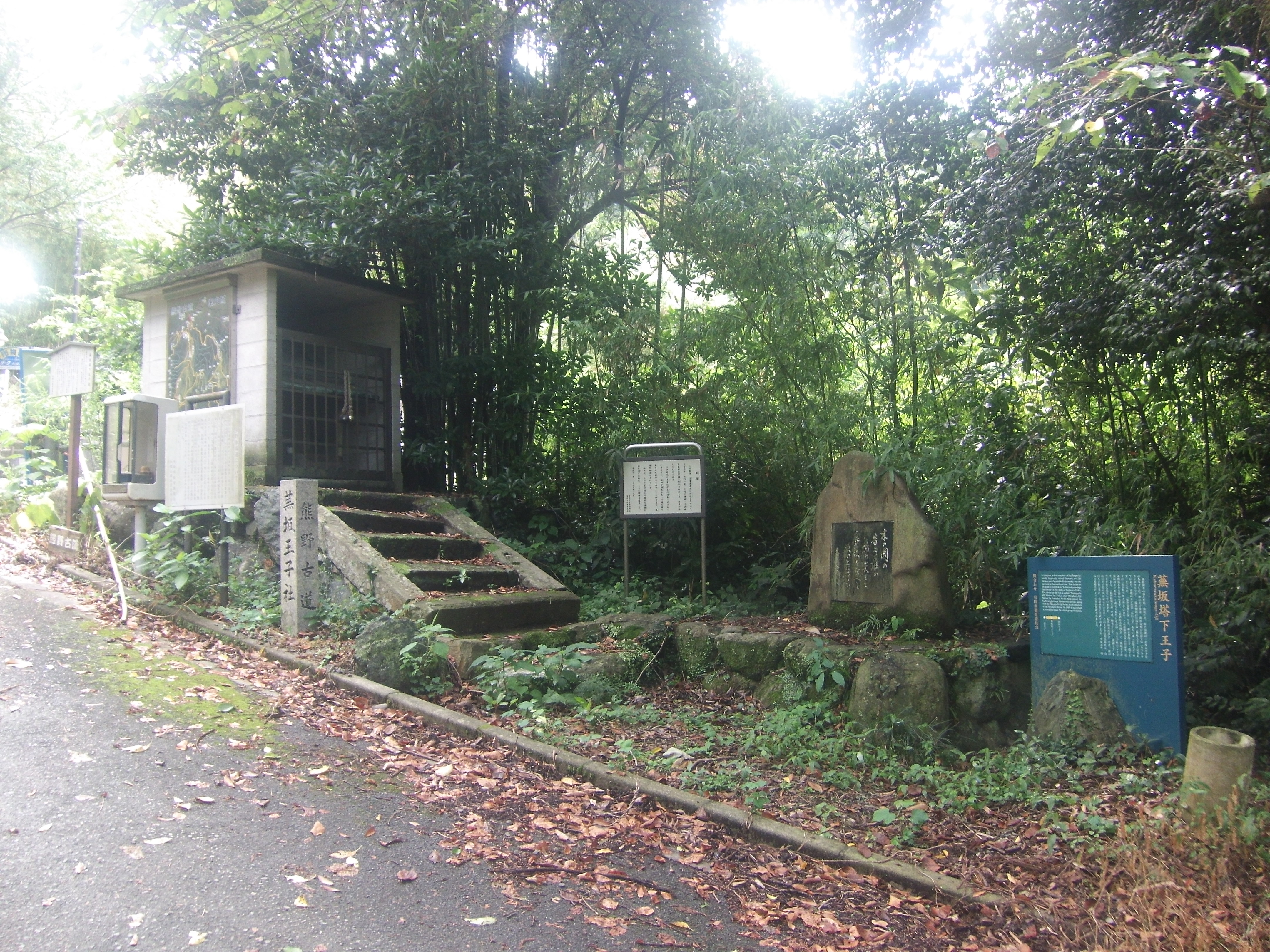
蕪坂王子

一壷王子から南西へ進み、道標や導き石を手がかりに、沓掛地区の民家の間を抜けて拝峠を登りきって丘陵上に出る。道標や万葉歌碑が路傍にある平坦な道を進み、下津湾を臨むところにあるのが蕪坂王子（かぶらざかおうじ、かぶらさかおうじ、または蕪坂塔下王子 ・蕪坂峠王子とも）の跡地である。『中右記』天仁2年（1109年）11月6日条に「加不良坂」、「熊野道之間愚記」（『明月記』所収）建仁元年（1201年）10月11日条に「カフラ坂」、帰路の24日条に「超蕪坂藤代山」とあるが王子の記述は見えず、『民経記』承元4年（1210年）4月25日条に王子の名が見える。王子跡に建てられたという蕪坂塔下王子社は、1908年（明治41年）に近隣の宮原神社に合祀された。『和歌山県聖蹟』は旧社地が竹薮になっているとしているが、西が調査をした時点で竹薮は農道になっており跡形もなかったという。市指定文化財。
- 所在地 和歌山県有田市畑427

### 山口王子

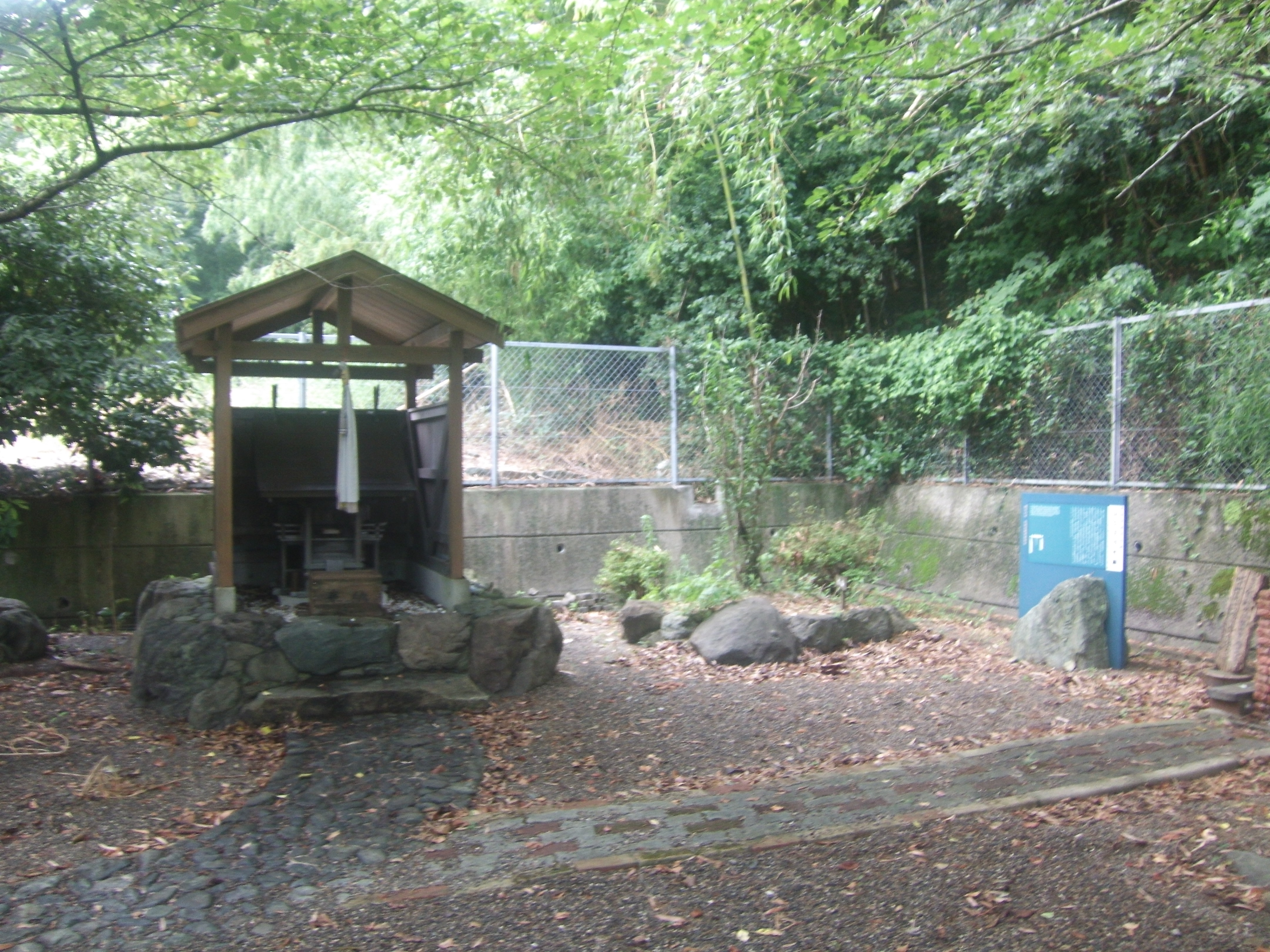
山口王子

蕪坂王子から紀勢本線紀伊宮原駅に向かって峠を下りきったあたりに山口王子（やまぐちおうじ）跡の王子祠址と道標がある。
「熊野道之間愚記」（『明月記』所収）建仁元年（1201年）10月9日条には「カフラサカ山口王子」とあり、『頼資卿記』承元4年（1210年）4月25日条には、一帯の地名にちなんでか、宮原の王子という名が記されている。江戸時代には、山口王子社あるいは鏑鎚（かぶつち）王子などと呼ばれていたようである。1908年（明治41年）に近隣の宮原神社に合祀された。西は一帯が選果場になっており、手水鉢があったと報告している。1991年（平成3年）に地元の有志が社祠を再建し、東屋やベンチを設置して、観光客の利用に供されている。市指定文化財。
- 所在地 和歌山県有田市道441-1

### 糸我王子

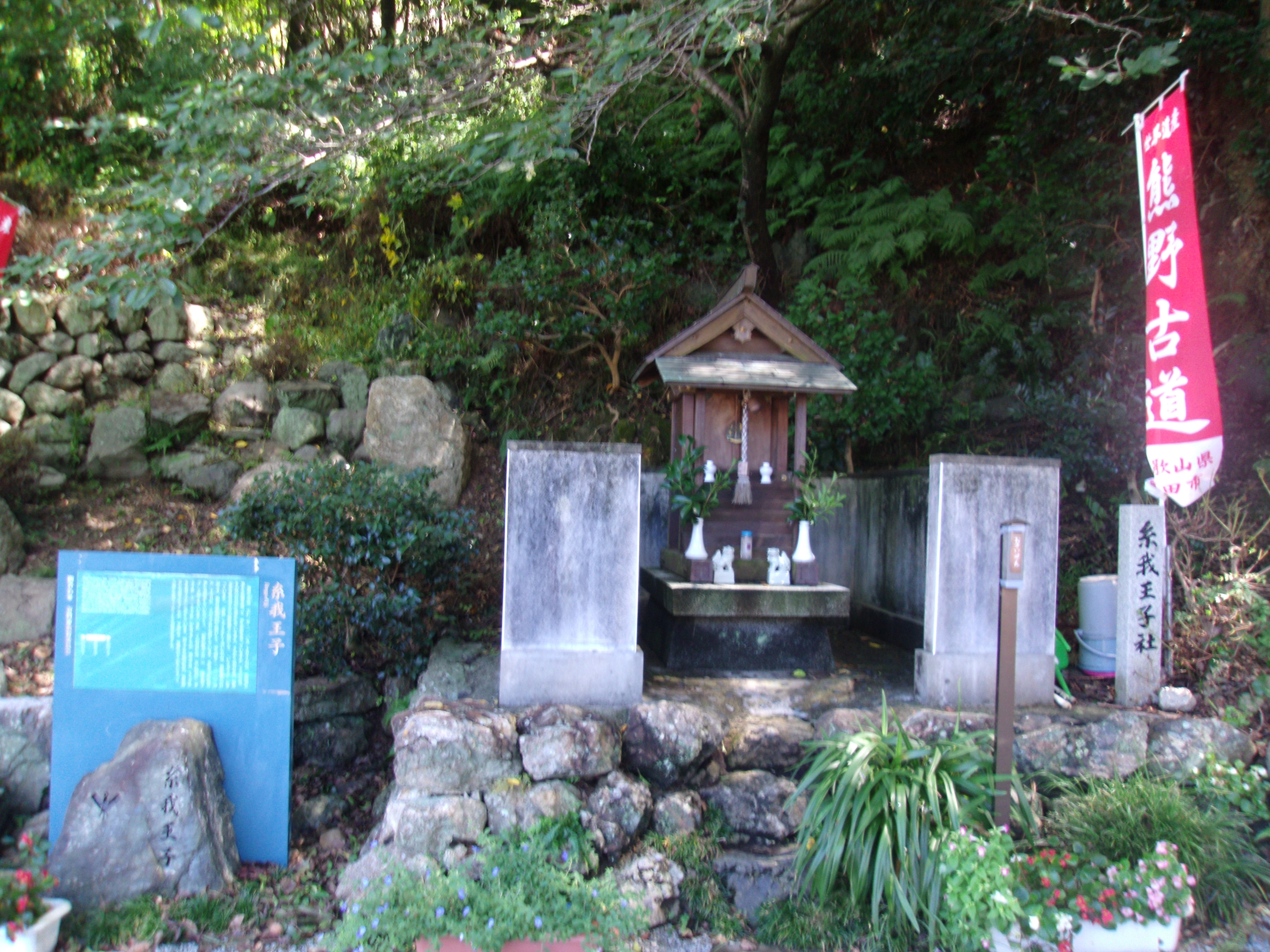
糸我王子

山口王子から南下して紀勢本線の線路と国道42号を横切り、糸我峠への上り坂の途中にあるのが糸我王子（いとがおうじ、いのがおうじ）である。『中右記』天仁2年（1109年）には見えず、「熊野道之間愚記」建仁元年（1201年）10月9日条に「次参いとカ王子、又稜険阻昇いとか山」とあり、『民経記』承元4年（1109年）4月25日条にも「糸我」という王子が存在したと記されている。近世には糸我王子は上王子と呼ばれ、もうひとつ水王子という小祠が祀られていたとあり（『紀伊続風土記』）、明治初年までは社殿もあったと伝えられるが、1907年（明治40年）に稲荷神社に合祀された。
- 所在地 和歌山県有田市中番930

## 周辺情報

### 糸我峠とそこへ至る紀伊路
糸我王子と次の逆川王子（湯浅町）の間に聳えるのが糸我峠になる。山口王子を発ち、有田川を宮原の渡しで渡ると、熊野信仰と並び参詣者に篤く崇拝された糸我稲荷神社があり（糸我王子を合祀）、くまの古道歴史民俗資料館を併設している。徐々に高度を上げると、みかん畑の中に道標石碑があり、傍らに元々糸我王子があった場所を示す碑もある。山裾までは舗装されているが、七曲がりと呼ばれるつづら折り区間からは土路盤となり、旧茶屋跡に整備された休憩所の東屋を経て峠（頂上）へと至る。この有田市側の糸我峠に至る道は文化財保護法での国指定史跡となっている。また、山口王子と紀伊宮原駅・宮原の渡しの間には無料休憩所の熊野古道ふれあい広場が整備されている。

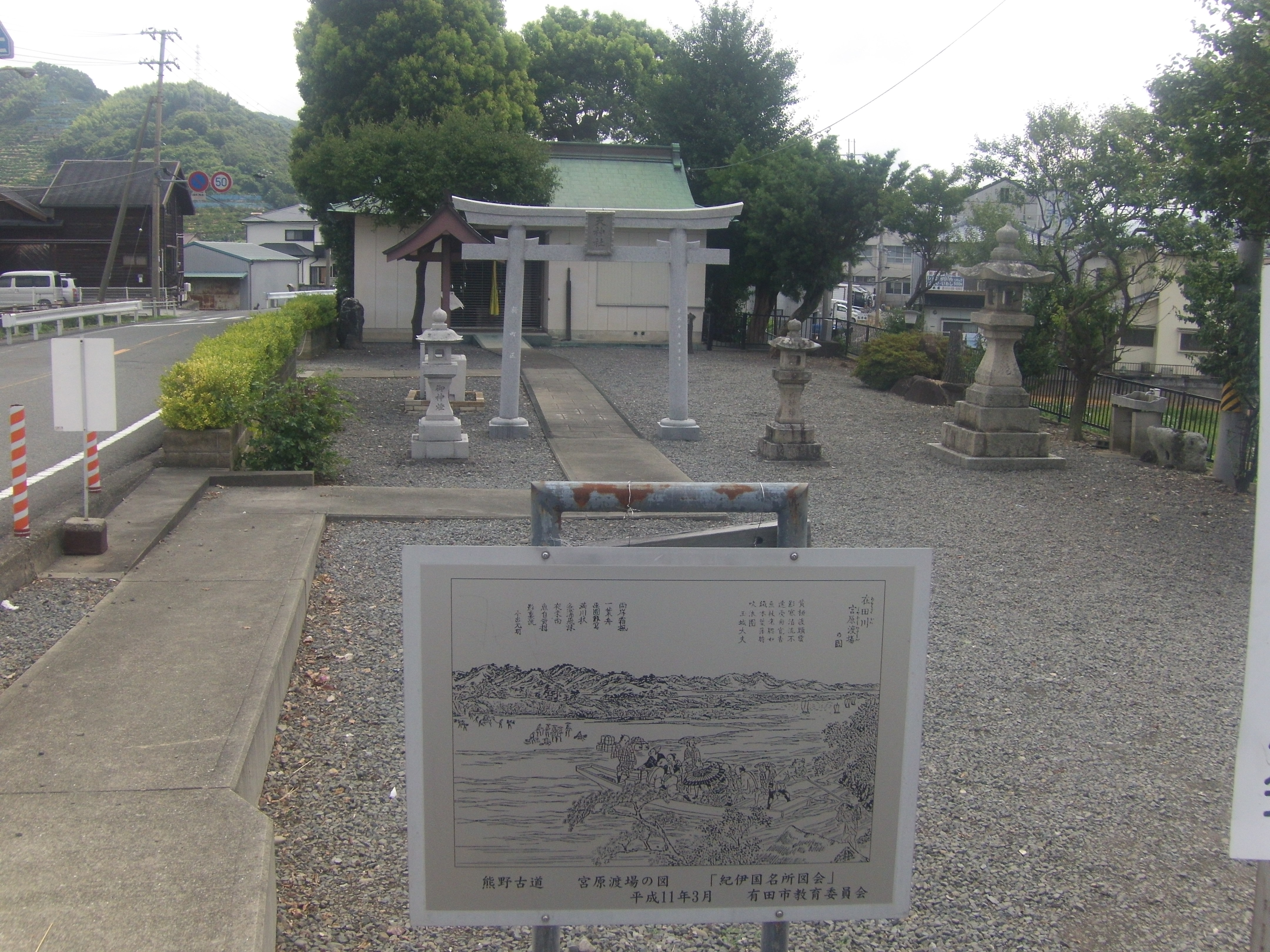
宮原の渡し跡
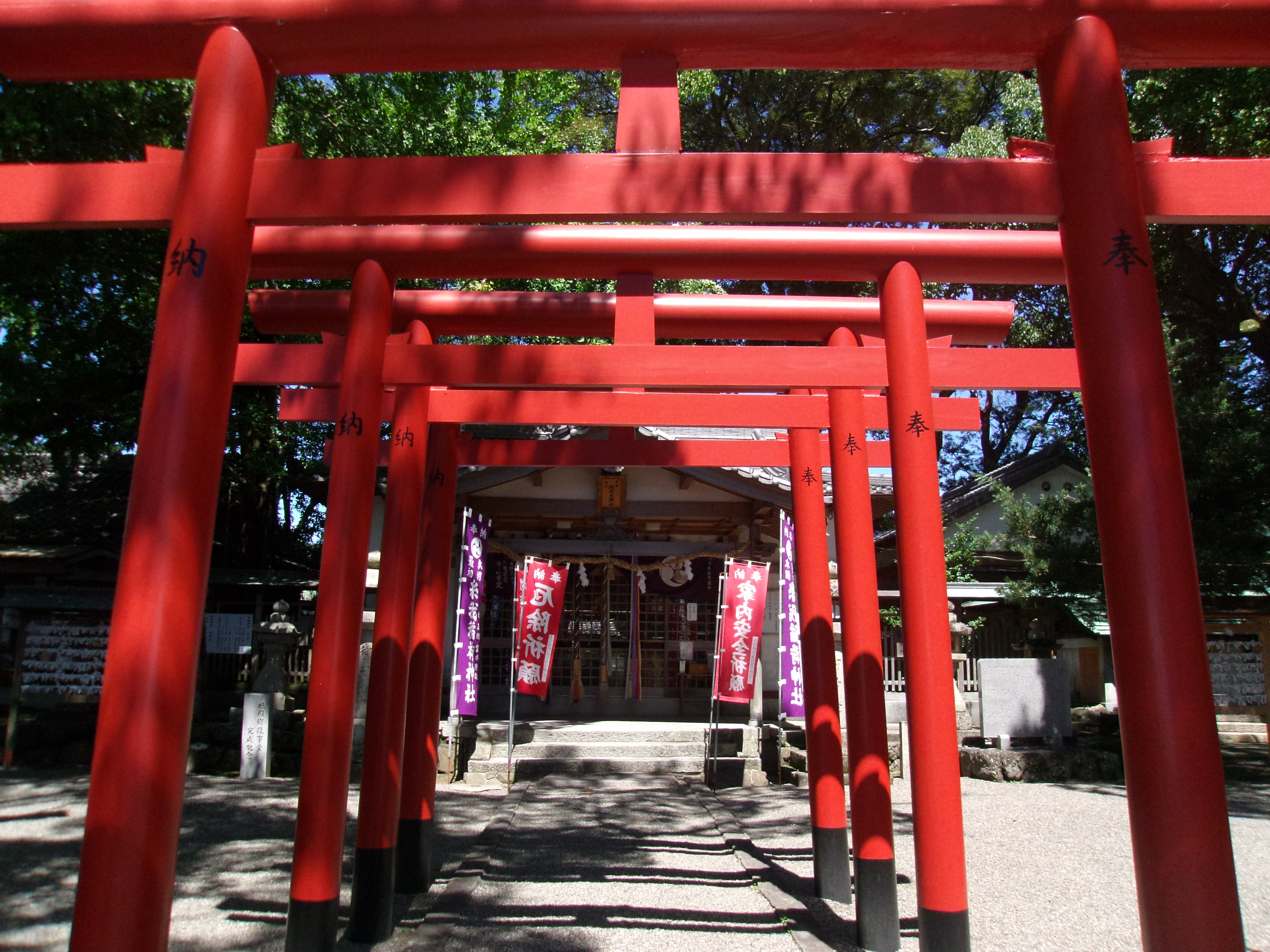
糸我稲荷神社
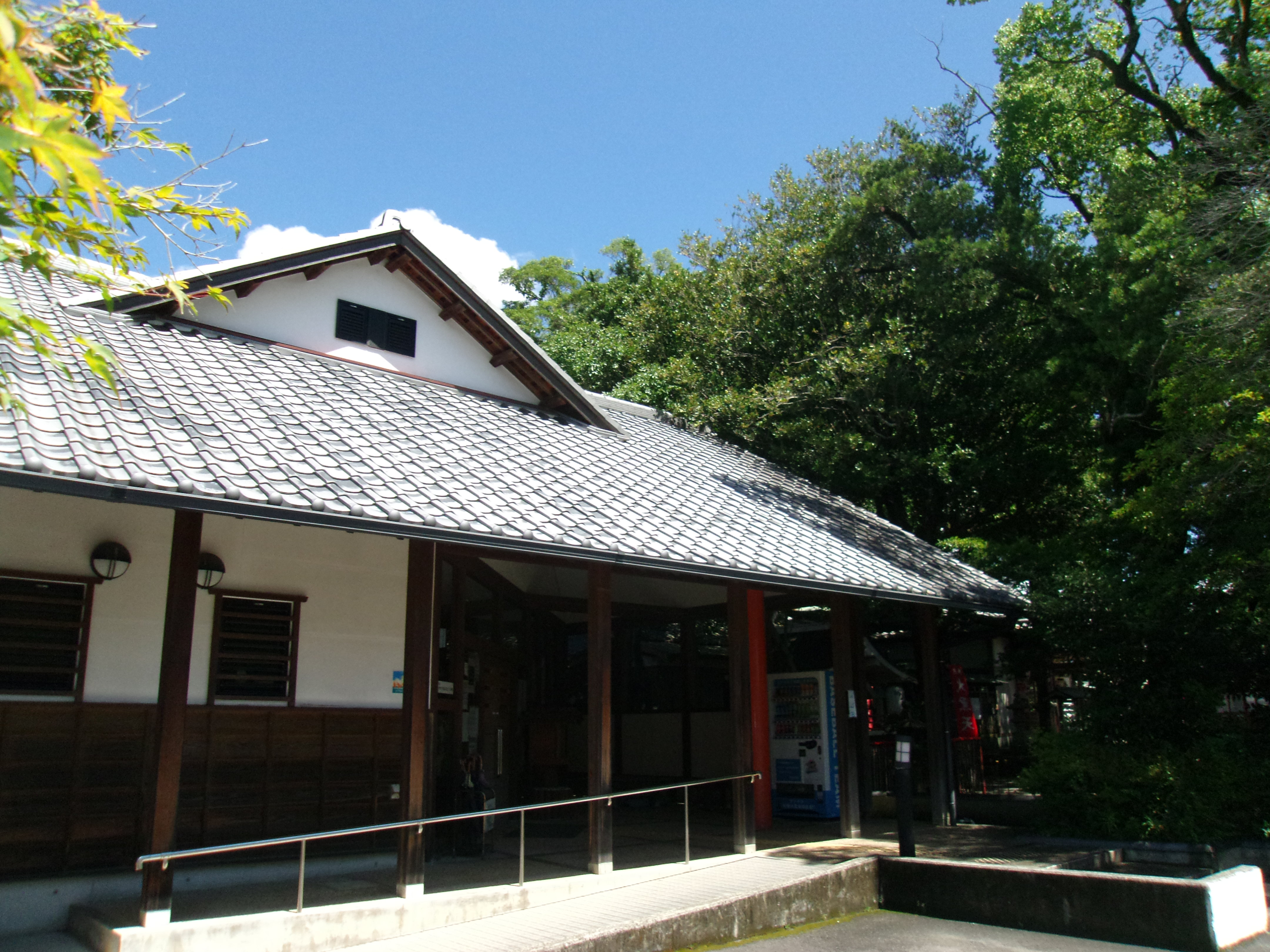
くまの古道歴史民俗資料館
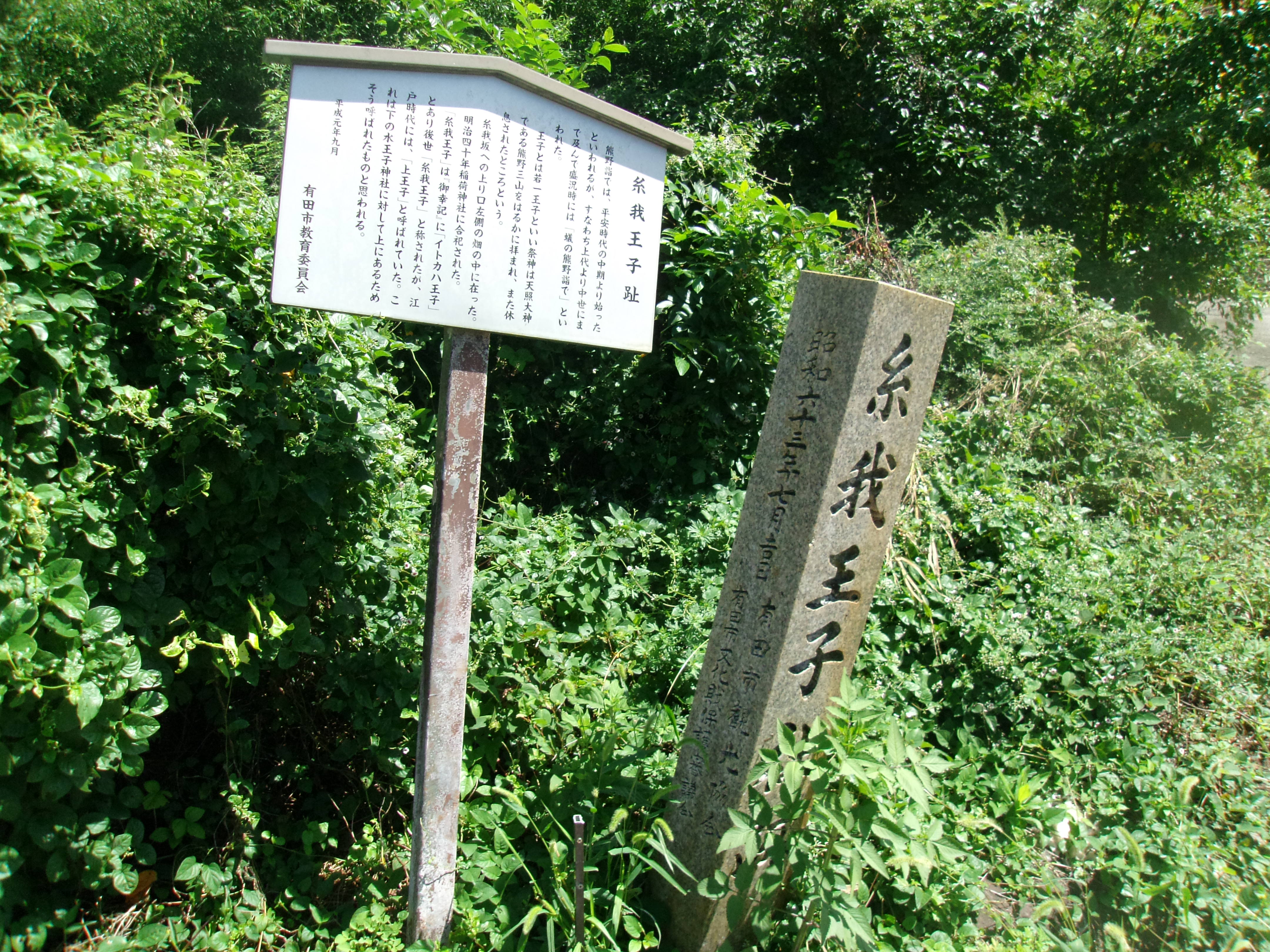
糸我王子跡
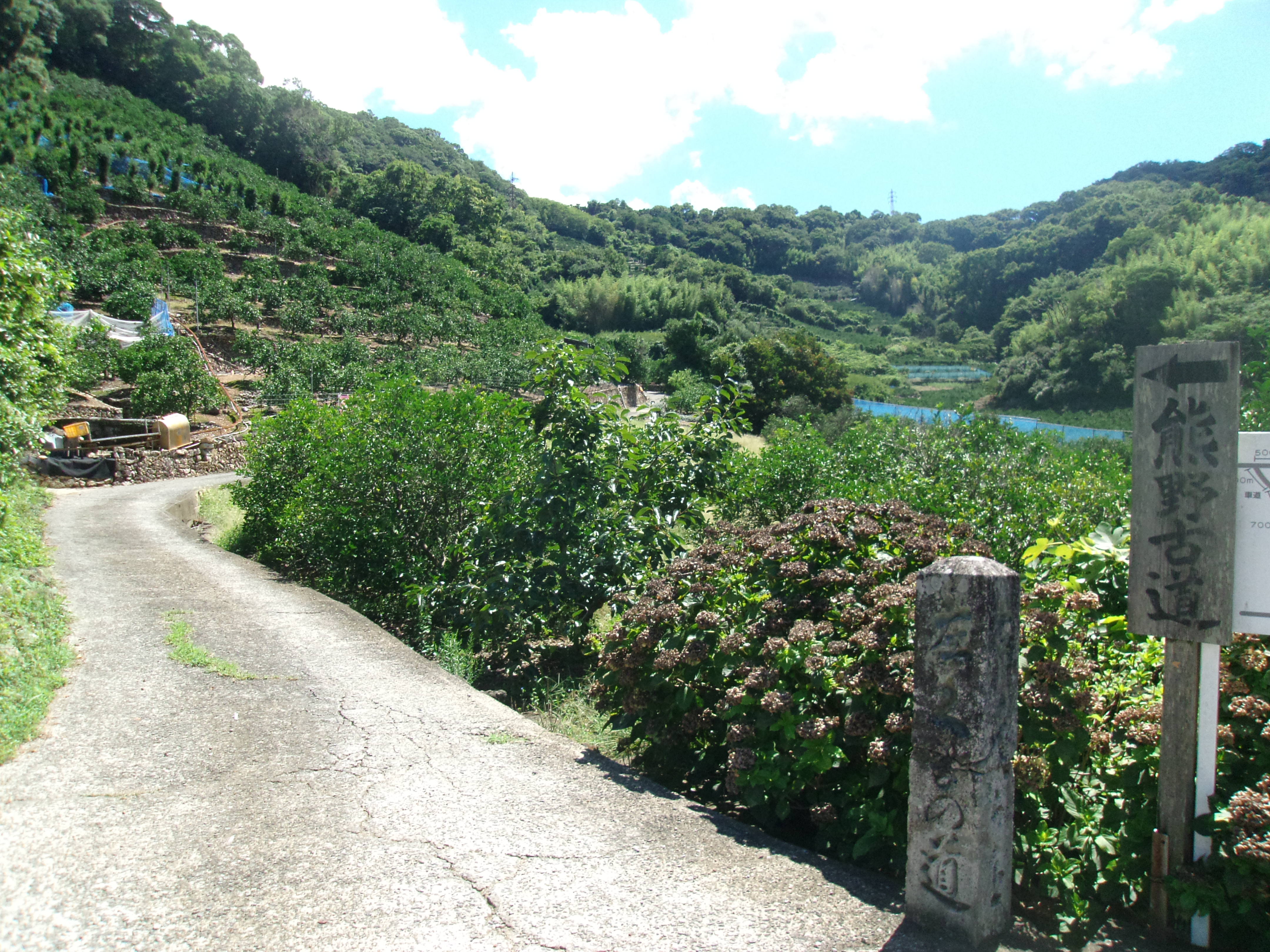
糸我峠への道
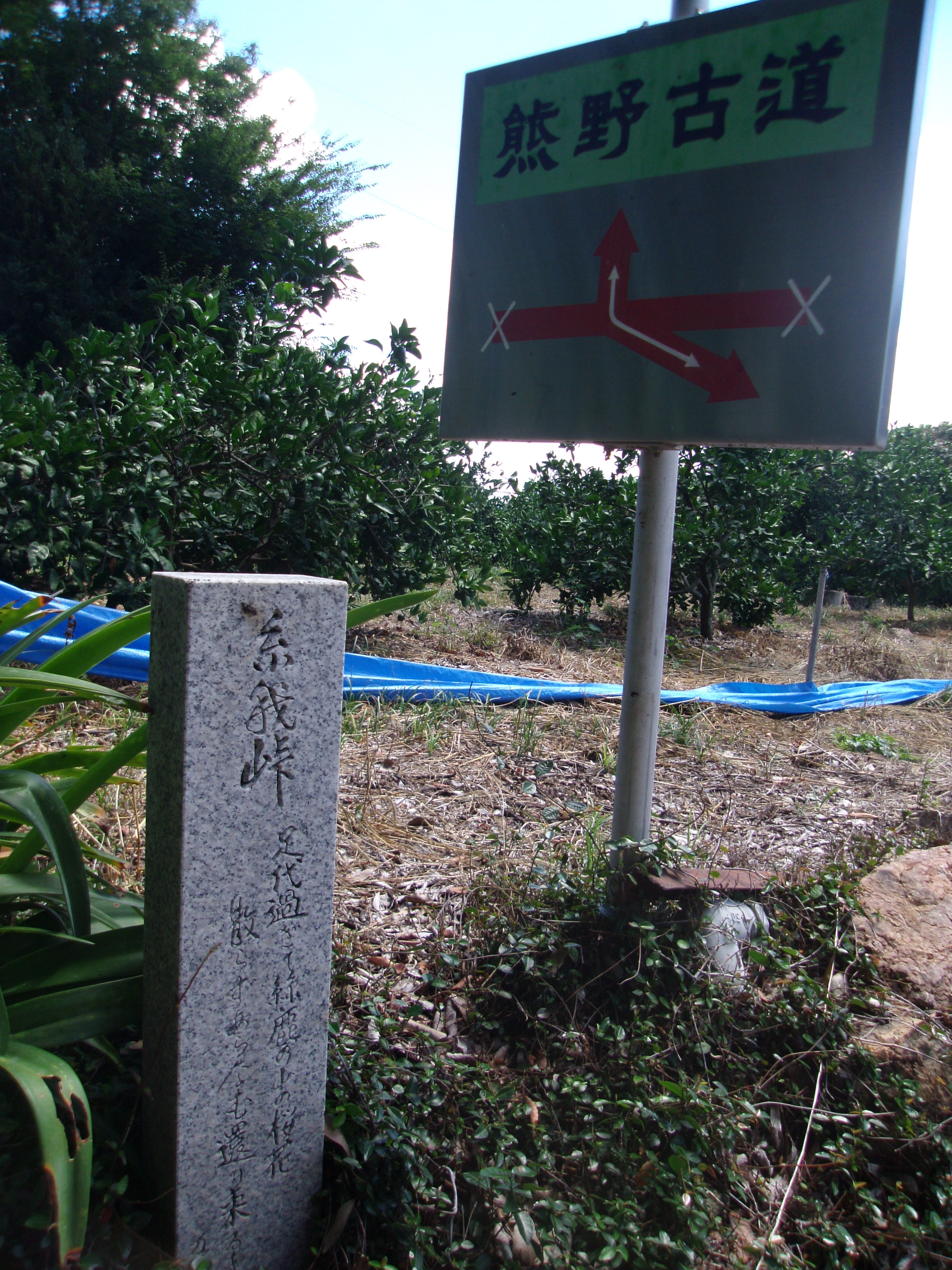
糸我峠
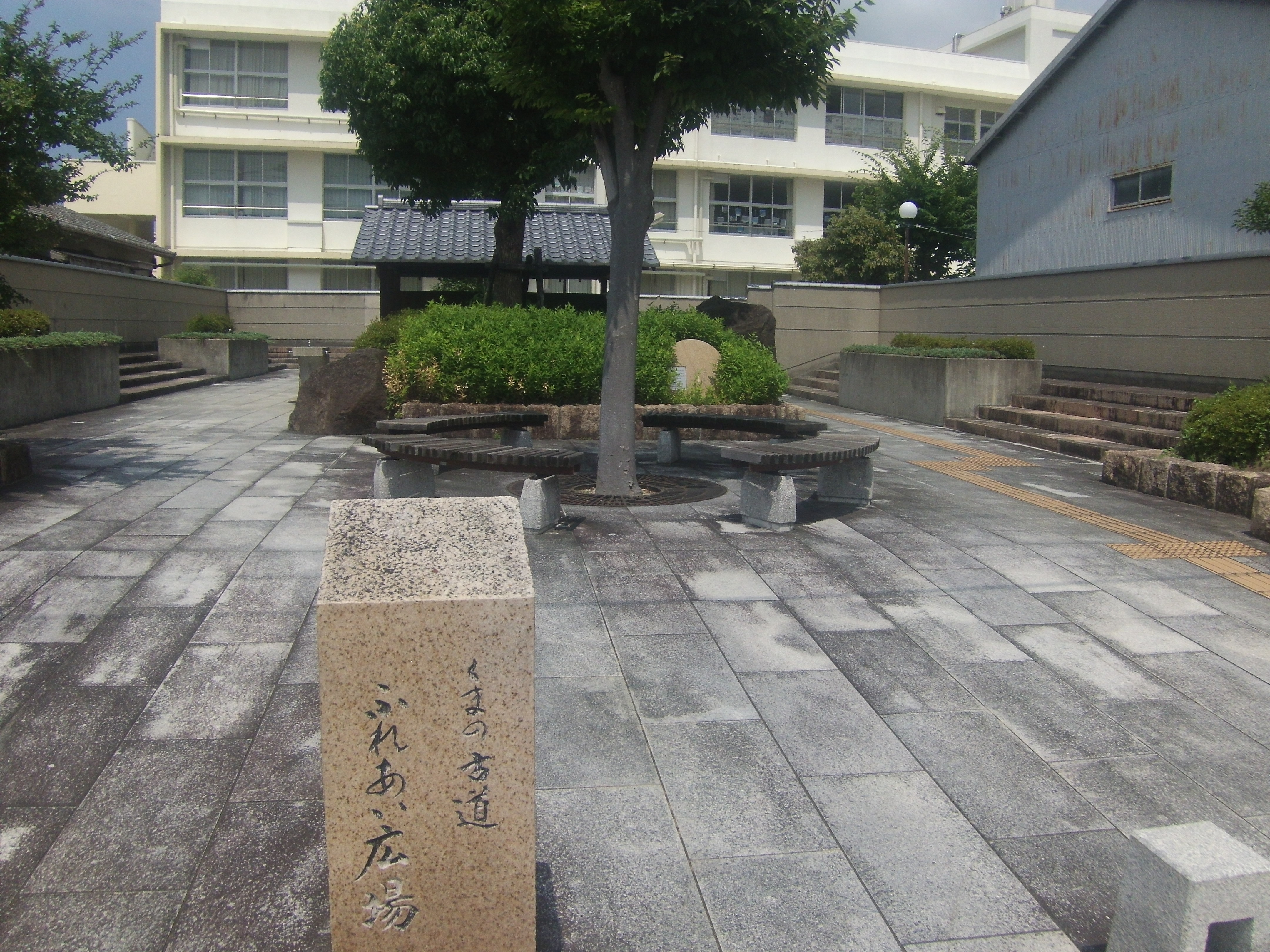
熊野古道ふれあい広場

## 注
1. ↑  「角川日本地名大辞典」編纂委員会[1985: 288]
2. ↑  長谷川[2007: 76]
3. ↑  西[1987: 111]
4. 1 2  “有田市の文化財”.   有田市. 2015年2月8日閲覧。
5. 1 2  “山口王子社跡広場”.   有田市. 2012年2月8日閲覧。
6. ↑  長谷川[2007: 77]
7. ↑  西[1987: 112]
8. 1 2  西[1987: 113]
9. ↑  平凡社[1997: 97]
10. ↑  長谷川[2007: 79]
11. ↑  西[1987: 113]・平凡社[1997: 97]

## 文献
- 「角川日本地名大辞典」編纂委員会編、1985、『和歌山県』、角川書店（角川日本地名大辞典30） ISBN 404001300X
- 西 律、1987、『熊野古道みちしるべ - 熊野九十九王子現状踏査録』、荒尾成文堂（みなもと選書1）
- 長谷川 靖高、2007、『熊野王子巡拝ガイドブック』、新風書房 ISBN 9784882696292
- 平凡社編、1997、『大和・紀伊寺院神社大事典』、平凡社 ISBN 458213402-5